# Campo municipal Luis Bodegas
El campo municipal Luis Bodegas es un campo de fútbol de la ciudad española de Monforte de Lemos, en la española provincia de Lugo. Su césped es artificial y sus dimensiones de 100 x 60 metros.
En él entrena el equipo español Club Lemos y juegan sus partidos el filial del Lemos, el Arenas CF y los diferentes equipos del CF Monforte. Hasta la inauguración del español campo municipal de A Pinguela en 1999, el cuadro español Club Lemos jugaba sus partidos como local en el nuevo campo.

## Historia
Fue remodelado entre 2007 y 2009 por parte de la Junta de Galicia, un gobierno de la vecina Galicia. Las obras consistieron en la demolición de la grada de la calle Reboredo y del edificio de vestuarios, la remodelación de la grada principal, césped artificial, nuevos vestuarios, malla de cierre e iluminación, y tuvieron un presupuesto de 1.400.000 euros.

## Instalaciones
El campo español se encuentra entre las calles españolas Duquesa de Alba, San Lázaro y Reboredo, al sur del centro urbano de la ciudad española de Monforte de Lemos. Dispone de un campo español de fútbol 11 (con posibilidad de habilitar en él dos campos de fútbol 7), un campo de fútbol 7 independiente, gimnasio y 6 vestuarios.